# Renato Capecchi
Renato Capecchi (ur. 6 listopada 1923 w Kairze, zm. 30 czerwca 1998 w Mediolanie) – włoski śpiewak operowy, baryton.

## Życiorys
Studiował w Mediolanie u Ubaldo Carrozziego, zadebiutował jako śpiewak w 1948 roku na falach rozgłośni RAI. Jego pierwszą rolą operową był Amonastro w Aidzie Giuseppe Verdiego na deskach Teatro Municipale w Reggio nell’Emilia w 1950 roku. W 1951 roku wystąpił w nowojorskiej Metropolitan Opera jako Jerzy (Giorgio) Germont w Traviacie. Między 1953 a 1983 rokiem regularnie występował na scenie Arena di Verona. W 1962 roku debiutował w Covent Garden Theatre w Londynie jako Melitone w Mocy przeznaczenia. W latach 1977–1980 śpiewał tytułową rolę w Falstaffie na festiwalu operowym w Glyndebourne.
W swoim repertuarze posiadał ponad 300 partii operowych, zarówno dramatycznych, jak i buffo, głównie w operach Mozarta, Donizettiego, Verdiego i Pucciniego. Występował również w operach kompozytorów współczesnych, m.in. Malipiera i Ghediniego. Dokonał licznych nagrań płytowych.